# Su Nuraxi
Su Nuraxi je najvažnije arheološko nalazište nuraghija u Baruminiju na Sardiniji. Su Nuraxi na sardinskom jednostavno znači "nuraghi". Od svih nuraghija na Sardiniji, Su Nuraxi je najveličanstveniji i najpotpuniji kompleks nastao koncem 2. tisućljećja pr. Kr., ali dodatno utvrđen u 1. tisućljećju pr. Kr. zbog prijetnje Kartage. Zbog toga je 1997. godine upisan je na UNESCO-ov popis mjesta svjetske baštine u Europi kao Su Nuraxi di Barumini.

## Povijest
Središnje obrambene strukture, pod utjecajem mikenske arhitekture, su djelo jedne vodeće obitelj ili klana. Kako je sardinijsko društvo postalo složenije i hijerarhijski uređenije, izolirani tornjevi su privukli dodatne zgrade, društvene ili obrambene uloge. Veliki radovi proširenja obrambenih dijelova Baruminijskog nuraghija su datirani u rano željezno doba (10. – 8. stoljeće pr. Kr.), kada je Sardinija bila izložena kartaškim napadima. To je razdoblje u kojemu su se u cilju obrane ojačala i sela akumulirajući se oko središnjeg tornja. Tako su postala snažna mala gradska naselja, samodostatna zajednica s vlastitim izvorom raznolikih majstora.
nekad u 7. stoljeću pr. Kr., Su Nuraxi su osvojili Kartažani i obrambeni radovi su oslabljeni. No, nastavio je postojati i dalje kao naselje. Kuće se obnavljaju skromnije i u različitim stilovima, a s rimskim osvajanjem otoka u 2. stoljeću pr. Kr. većina nuraghija se prestao rabiti. Međutim, istraživanja su pokazala da su ljudi živili u Su Nuraxiju sve do 3. stoljeća poslije Krista.
Na ovom mjestu je Dr. Giovanni Lilliu otkrio prapovijesno utvrđeno selo koje je tijekom stoljeća toliko zaraslo da je dobilo izgled prirodnog brda. On je poveo i prva iskapanja 1950-ih godina.

## Odlike
Kompleks se sastoji od kružnih stambenih građevina koncetriranih oko trokatne citadele s tornjevima iz oko 1500. pr. Kr. 
Glavna (i najstarija) odlika Su Nuraxija je masivni središnji toranj, građen od velikih klesanaca bez upotrebe maltera (suhozidna gradnja). Sastoji se od tri susjedne komore od kojih su dvije povezane spiralnim stubištem, a treća samo fragment. Gornje granice komore su kupolaste gradnje i vjerojatno su izvorno stajale na visini od najmanje 18,5 m. Četiri pomoćna tornja povezana su naknadno masivnom kamenom zidnom zavjesom. Između njih je dvorište u koje se ulazi kroz uska vrata u prizemlju na jugoistočnoj strani. Ono je kasnije zatvoreno i pristup kaštelu je bio pomoću ljestava ili neke druge instalacije pod kontrolom iz unutrašnjosti.
Ti zidovi su kasnije povećani i ojačani, a u isto vrijeme je izgrađen i obzid koji zatvara unutarnje zgrade koje su izgrađene u međuvremenu. To su uglavnom male, kružne kamene strukture koje se sastoje od jedne prostorije. Jedna puno veća, 7 m promjera s klupom okolo cijelih unutarnjih zidova, se tumači kao vijećnica povezana s nekim oblikom urbane uprave.